# Frederick Douglass
Frederick Douglass, původním jménem Frederick Augustus Washington Bailey (14. února 1818 – 20. února 1895), byl americký sociální reformátor, řečník, spisovatel a politik. Poté, co uprchl z otroctví, se stal jednou z vůdčích osobností amerického abolicionistického hnutí. Proslavil se především svým řečnickým uměním a svými spisy, ve kterých ostře kritizoval otroctví. Stal se živoucím důkazem toho, že otrokáři byli na omylu, když tvrdili, že otroci nejsou natolik inteligentní, aby se mohli stát nezávislými americkými občany. Mnozí nemohli uvěřit tomu, že tak velkolepý řečník byl dříve otrokem.
Douglass napsal několik autobiografických knih. Obzvlášť významné pro abolicionistické hnutí je jeho Narrative of the Life of Frederick Douglass, an American Slave (Vyprávění o životě Fredericka Douglasse, amerického otroka), které vyšlo v roce 1845 a ve kterém Douglass výmluvně popisuje své zážitky z otroctví. Napsal ještě další dvě autobiografie. Ta poslední, nazvaná Life and Times of Frederick Douglass (Život a okamžiky Fredericka Douglasse), vyšla v roce 1881. Douglass v ní pokrývá události, které se staly během americké občanské války a po ní. I po válce se tento muž aktivně podílí na boji za Ameriku – „zemi svobodných“. Aktivně také podporuje boj za volební právo žen. Bez svého souhlasu se stal prvním Afroameričanem, který byl nominován na funkci viceprezidenta USA, ovšem jen za nepříliš významnou Equal Rights Party (Stranu rovných práv). Douglass zastával několik politických funkcí. Založil a v letech 1847–1851 vedl abolicionistické noviny The North Star (Severní hvězda). Později je přejmenoval na Frederick Douglass' Paper (Noviny Fredericka Douglasse).
Celý svůj život Douglass pevně věřil v rovnost všech lidí, ať už černých, žen, indiánů nebo imigrantů. Často bývá citován jeho výrok: „Kvůli správné věci bych se spojil s kýmkoliv, pro nesprávnou bych se však nespojil s nikým.“
Jako postava se objevil v historickém filmu Glory z roku 1989, který se zabývá americkou občanskou válkou. Ztvárnil ho herec Raymond St. Jacques.

## Život

### Život před útěkem
Frederick Augustus Washington Bailay, který vešel ve známost jako Frederick Douglass, se narodil v Marylandu jako otrok. Přesné datum jeho narození není známo; narozeniny se rozhodl slavit 14. února. Známý není ani přesný rok jeho narození, protože, jak Douglass píše ve své autobiografii, nikdy neviděl žádný záznam. Dále píše, že se šuškalo, že je jeho otcem jeho pán. Svou matku si každopádně nepamatoval, protože ho od ní odloučili, když byl ještě nemluvně. Vyrůstal pak se svou babičkou Betty Bailey.
Když mu bylo sedm, odloučili ho i od jeho babičky a poslali ho na plantáž. Když mu bylo asi dvanáct, sloužil Hughovi Auldovi v Baltimoru. Hughova žena Sophia ho začala učit abecedu, i když to bylo proti pravidlům učit otroky číst. Douglass ji popsal jako laskavou a vlídnou ženu, která se k němu chovala způsobem, kterým se jedna lidská bytost chová k druhé. Když se o její činnosti dozvěděl Hugh Auld, odsoudil ji. Tvrdil, že pokud se otrok naučí číst, začne být se svým životem nespokojený a bude si přát svobodu. Jak Douglass píše, toto byla první protiotrokářská lekce, kterou kdy slyšel.
V učení pak tajně pokračoval. Proslavil se svým výrokem, že „vědění je cestou od otroctví ke svobodě”. Jakmile začal číst noviny, politické materiály a knihy všeho druhu, dostal se k novým myšlenkám, které ho přivedly k tomu, že otroctví jako instituci zpochybnil a zavrhl.
Když Douglass pracoval pro Williama Freelanda, učil během pravidelných „nedělních škol“ ostatní otroky na plantáži číst Nový zákon. Když se o tom dozvěděli, projevilo zájem mnoho otroků. Každý týden jich na hodiny docházelo více než 40. Zatímco Freelanda jejich činnost nezajímala, majitelé okolních plantáží se rozlítili, když zjistili, že se jejich otroci vzdělávají. Jednou v neděli na jejich setkání vtrhli s holemi a kameny v rukou a jejich shromáždění natrvalo rozehnali.

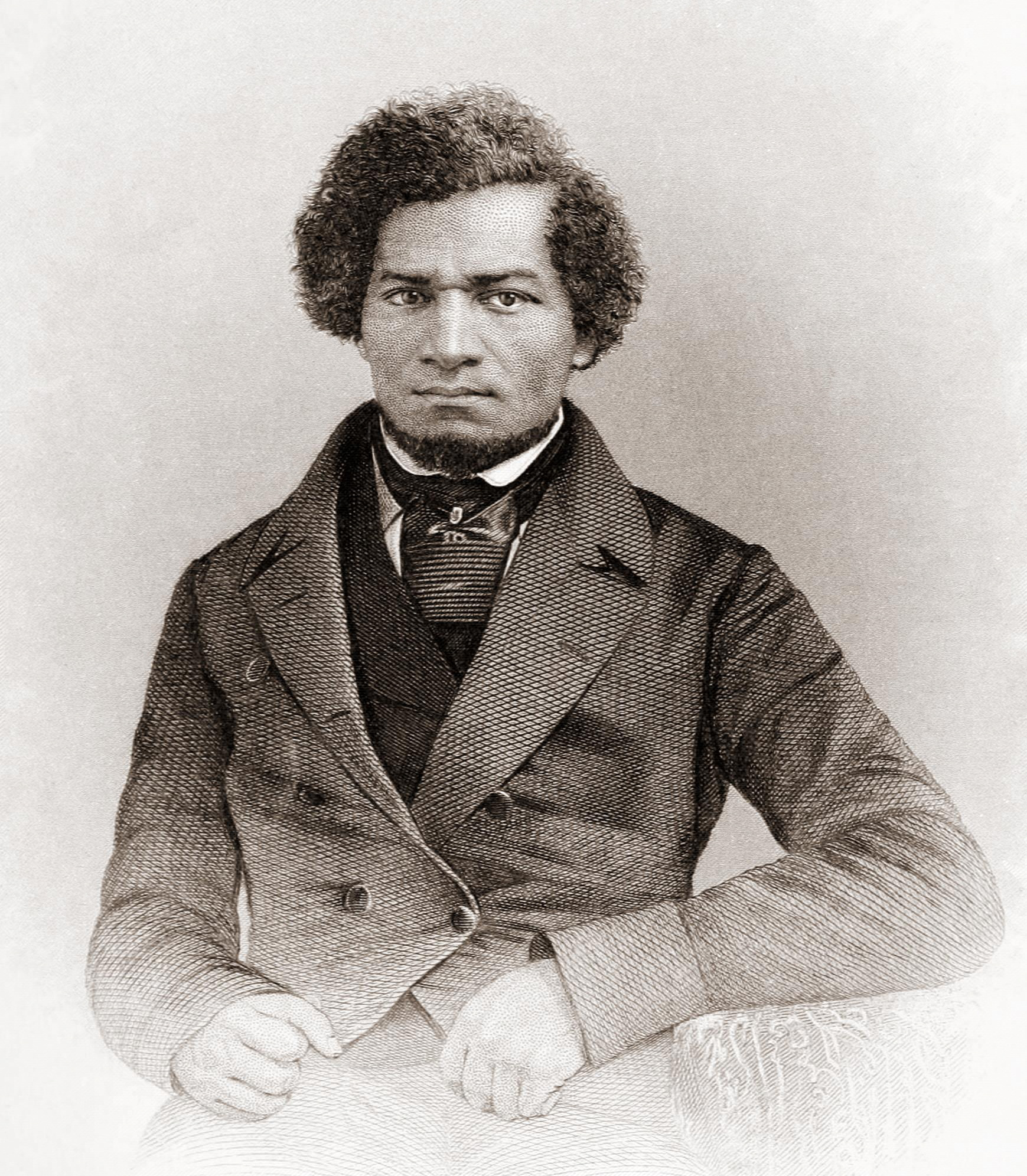
Frederick Douglass za mlada

V roce 1833 Auld Douglasse poslal pracovat pro Edwarda Coveyho, chudého farmáře. Ten Douglasse, kterému tehdy bylo téměř šestnáct, pravidelně bil. Jednou se mu však Douglass rozhodl vzepřít a bránil se. Během této konfrontace byl Covey poražen a od té doby ho už nezkoušel bít.

### Od otroctví ke svobodě
Douglass se poprvé pokusil uprchnout už od Freelanda, ale nepodařilo se mu to. V roce 1836 se pokusil utéct svému novému majiteli Coveymu, ale opět nebyl úspěšný. O rok později se setkal s Annou Murrayovou, svobodnou černoškou z Baltimoru, která byla asi o pět let starší než on. Zamiloval se do ní. Její svoboda posílila jeho důvěru v možnost získat svobodu.
3. září 1838 se Douglassovi podařilo uprchnout vlakem. Pomohla mu Murrayová, která mu obstarala uniformu námořníka a darovala část vlastních úspor, aby měl za co zaplatit cestu. Během ani ne 24 hodin se dostal do bezpečí domu abolicionisty Davida Rugglese v New Yorku.
Jakmile tam Douglass dorazil, poslal pro Murrayovou. Černošský presbyteriánský kněz je 15. září 1838 oddal. Pár se poté usadil v New Bedfordu v Massachusetts. Začali používat příjmení Douglass, připojili se k několika organizacím a začali pravidelně navštěvovat setkání abolicionistů. Douglass si předplatil týdeník The Liberator vedený abolicionistou Williamem Lloydem Garrisonem. Brzy poté se sám stal známým abolicionistou a řečníkem.
Anna Murrayová-Douglassová, se kterou měl pět dětí, zemřela v roce 1882. Douglass se o dva roky později oženil znovu, a to s bílou feministkou Helen Pittsovou, která byla téměř o dvacet let mladší než on.

### Smrt
20. února 1895 se Douglass zúčastnil setkání jedné z organizací, které bojovaly za práva žen (National Council of Women), ve Washingtonu, D. C. Během tohoto setkání si jej pozvali na pódium, kde sklidil ovace ve stoje. Brzy poté, co se vrátil domů, zemřel na srdeční infarkt nebo na mozkovou mrtvici. Aby mu vzdali hold, dostavily se k jeho pohřbu tisíce lidí. Pohřben byl na rodinném pozemku v Rochesteru v New Yorku, kde prožil více než 25 let.

## Dílo
- Narrative of the Life of Frederick Douglass, an American Slave (1845)
- The Heroic Slave. Autographs for Freedom (1853)
- My Bondage and My Freedom (1855)
- Life and Times of Frederick Douglass (1881)